# Jan-Pelle Hoppe
Jan-Pelle Hoppe (* 7. Juni 1999 in Varel) ist ein deutscher Fußballspieler. Der Mittelstürmer steht beim SC Weiche Flensburg 08 unter Vertrag.

## Karriere
Hoppe stammt aus Varel im Landkreis Friesland und genoss bis zum Alter von 12 Jahren seine fußballerische Ausbildung beim regionalen Klub VfL Oldenburg. Es folgte ein Wechsel zum Bundesligisten Werder Bremen, für den er, hauptsächlich im offensiven Mittelfeld, in verschiedenen Jugendmannschaften spielte. Mit der A-Jugend scheiterte er im Achtelfinale des DFB-Junioren-Vereinspokals 2016/17 am 1. FC Köln, ein Jahr später im Elfmeterschießen am 1. FC Kaiserslautern.
Zur Regionalligasaison 2018/19 wurde Hoppe unter Cheftrainer Sven Hübscher fest in den Kader des Drittligaabsteigers Werder Bremen II integriert, kam aber zu lediglich fünf Kurzeinsätzen. Am Saisonende verpasste Werder als Tabellendritter hinter Meister VfL Wolfsburg II und dem VfB Lübeck das angepeilte Ziel des Wiederaufstiegs.
Im Januar 2019 erhielt der Stürmer beim Drittligarückkehrer Chemnitzer FC einen Einjahresvertrag, nachdem er in der Winterpause ein Probetraining absolviert hatte. Erstmals aktiv wurde der Norddeutsche jedoch erst Ende Mai für die Sachsen, als nach einem 2:0 über den künftigen Ligakonkurrenten FSV Zwickau der sächsische Landespokal gewonnen wurde. Insgesamt kam Hoppe für Chemnitz in 20 Pflichtspielen zum Einsatz und konnte sechs Tore sowie zwei Assists beisteuern.
In der Winterpause 2019/20 wechselte der Angreifer zu den Kickers Offenbach in der Regionalliga Südwest, wo er einen Vertrag bis Juni 2021 unterschrieb. Dort kam er in der Folge jedoch nur einmal zum Einsatz, ehe die Regionalliga-Saison aufgrund der COVID-19-Pandemie vorzeitig abgebrochen wurde. Nachdem Hoppe zu Beginn der neuen Saison 2020/21 bis dahin ebenfalls nur zu einem Kurzeinsatz für die Offenbacher gekommen war, verließ er den Verein im Oktober 2020 wieder und schloss sich dem VfB Germania Halberstadt in der Regionalliga Nordost an. Über die weiteren Stationen BFC Dynamo und Eintracht Norderstedt kam Hoppe 2023 zum Nordregionalligisten SC Weiche Flensburg 08. 

## Erfolge
Chemnitzer FC
- Sachsenpokalsieger: 2019